# Na vlnách TSF
Na vlnách TSF (ve vydání z roku 1938 jako Svatební cesta) je kniha českého spisovatele Jaroslava Seiferta. Poprvé vyšla roku 1925. Jedná se o vrcholné dílo uměleckého směru poetismu, významnou složkou prvního vydání je také grafická úprava Karla Teigeho, kdy je obsah básní vyjádřen i originálním grafickým provedením. Sbírka vyšla pod záštitou spolku avantgardních umělců Devětsil. Druhé české vydání sbírky vyšlo roku 1938 pod názvem Svatební cesta. Sbírka v Československu vyšla znovu až po pádu komunistického režimu roku 1992.
Písmena TSF v názvu jsou zkratkou francouzského Télegraphie sans fil, tedy rozhlas bez drátu.